# Новохмельовка
Новохмельо́вка (рос. Новохмелёвка) — село у складі Китмановського району Алтайського краю, Росія. Входить до складу Семено-Красіловської сільської ради.

## Населення
Населення — 108 осіб (2010; 212 у 2002).
Національний склад (станом на 2002 рік):
- росіяни — 98 %